# Jeunesse arménienne de France
 (septembre 2022).
Si vous disposez d'ouvrages ou d'articles de référence ou si vous connaissez des sites web de qualité traitant du thème abordé ici, merci de compléter l'article en donnant les références utiles à sa vérifiabilité et en les liant à la section « Notes et références ».
 (septembre 2022).
La mise en forme du texte ne suit pas les recommandations de Wikipédia : il faut le « wikifier ».
Les points d'amélioration suivants sont les cas les plus fréquents. Le détail des points à revoir est peut-être précisé sur la page de discussion.
- Les titres sont pré-formatés par le logiciel. Ils ne sont ni en capitales, ni en gras.
- Le texte ne doit pas être écrit en capitales (les noms de famille non plus), ni en gras, ni en italique, ni en « petit »…
- Le gras n'est utilisé que pour surligner le titre de l'article dans l'introduction, une seule fois.
- L'italique est rarement utilisé : mots en langue étrangère, titres d'œuvres, noms de bateaux, etc.
- Les citations ne sont pas en italique mais en corps de texte normal. Elles sont entourées par des guillemets français : « et ».
- Les listes à puces sont à éviter, des paragraphes rédigés étant largement préférés. Les tableaux sont à réserver à la présentation de données structurées (résultats, etc.).
- Les appels de note de bas de page (petits chiffres en exposant, introduits par l'outil «  Source ») sont à placer entre la fin de phrase et le point final[comme ça].
- Les liens internes (vers d'autres articles de Wikipédia) sont à choisir avec parcimonie. Créez des liens vers des articles approfondissant le sujet. Les termes génériques sans rapport avec le sujet sont à éviter, ainsi que les répétitions de liens vers un même terme.
- Les liens externes sont à placer uniquement dans une section « Liens externes », à la fin de l'article. Ces liens sont à choisir avec parcimonie suivant les règles définies. Si un lien sert de source à l'article, son insertion dans le texte est à faire par les notes de bas de page.
- La présentation des références doit suivre les conventions bibliographiques. Il est recommandé d'utiliser les modèles {{Ouvrage}}, {{Chapitre}}, {{Article}}, {{Lien web}} et/ou {{Bibliographie}}. Le mode d'édition visuel peut mettre en forme automatiquement les références.
- Insérer une infobox (cadre d'informations à droite) n'est pas obligatoire pour parachever la mise en page.

Pour une aide détaillée, merci de consulter Aide:Wikification.
Si vous pensez que ces points ont été résolus, vous pouvez retirer ce bandeau et améliorer la mise en forme d'un autre article.
La Jeunesse arménienne de France (JAF; en arménien : Ֆրանսիայի Հայ Երիտասարդաց միութիւն) est une association qui a pour objectif le développement culturel et artistique des jeunes d'origine arménienne en France. Créée le 14 juillet 1945, elle est la fusion des associations arméniennes issues de la résistance.

## Histoire

### Fondation
« Dans un monde qui sort d’un cauchemar, plus malade et plus infirme que jamais, les Jeunes Arméniens de France se tournent vers l’avenir, parce qu’ils croient en la destinée de leur Patrie ». Ainsi, reprenant les mots du premier vice-président de la JAF, Emile Aslanyan, peut-on se faire une idée précise de l’état d’esprit qui règne lors de la naissance de la JAF au cours du Congrès constitutif du 14 juillet 1945.
Exprimer et entretenir un lien revendiqué et toujours plus fort avec la « Mère-Patrie » et ce, dans un contexte politique plus que polémique, telle a été la volonté de l'association dès sa création. 1947 fut l’année de l’appel au repeuplement de l’Arménie, appel auquel la JAF fit largement écho au point d’y perdre bon nombre de ses cadres, à l'instar de Mélinée Manouchian, veuve de Missak Manouchian, et première secrétaire de la JAF de 1945 à 1947.
La JAF a essentiellement consacré la 1re décennie de son existence à sa structuration notamment à travers l’organisation de nombreux congrès au cours desquels sont réaffirmés les principes fondateurs de l’association. Ainsi, « L’union pour la paix » est le mot d’ordre du IVe congrès de 1949.
En 1947, la création de la pièce Namouss, pour la première fois en langue française, est jouée au théâtre de la Renaissance, par le Cartel 48, troupe théâtrale de la JAF. Parmi les acteurs figuraient Knar Aznavourian (mère de Charles Aznavour), Rouben Mélik, Georges Sarian et Aram Karniguian.
La JAF participe également aux festivals mondiaux de la jeunesse démocratique, dont le premier se déroule à Prague en 1947. Y sont envoyés en délégation quatre jafistes dont Rouben Mélik et le président Mouradian.
A l’été 54, le premier camp de vacances de la JAF à Saint-Mury-Monteymond lance une longue tradition de vacances Jafistes.

### 1956-1965: Renouveau culturel
La JAF continue d’organiser ses congrès régulièrement. Ainsi le XIe Congrès se déroule en 1960, année où la JAF est invitée officiellement pour la première fois en Arménie.
Cette période est surtout marquée par la naissance de l’ensemble de danse Araxe de la JAF de Marseille en 1958, qui sera suivie quelques années plus tard par la création de l’orchestre Sassoun.
Dès 1957, l’activité culturelle prend un tour nouveau avec l’organisation des festivals qui font découvrir de nouveaux talents issus de tous les domaines artistiques, où se mesurent des jeunes artistes amateurs d’origine arménienne, danseurs, peintres ou musiciens. Aux côtés des personnalités arméniennes, des personnalités françaises du monde des Arts et de la Littérature parrainent ces différents festivals, tel que Louis Aragon, François Mauriac, Jean Cocteau, Jean Ferrat ou Costa-Gavras.
En avril 1965, la JAF se joint à la première commémoration unitaire de la reconnaissance du génocide à l'occasion du 50e anniversaire des massacres de 1915.

### 1966-1975: L'essor
Au fil des années, les ensembles Araxe et Sassoun confirment leurs talents, grâce à leur enthousiasme et leur rigueur.[style à revoir]
En novembre 1972, année de la sortie du 1er disque de l'orchestre Sassoun, le VIe Festival est présidé par Aram Khatchatourian et réunit des figures emblématiques du monde des Arts, tels que Robert Hossein, Armand Lanoux, Marina Vlady, Jean Jansem, et bien d’autres.
L’inauguration d’un centre culturel est un évènement hautement symbolique.
Implantée à Issy-les-Moulineaux depuis sa création, c’est seulement en 1971 que l’association pourra devenir propriétaire d’un local. Cette acquisition sera suivie de son centre culturel à Marseille en 1973, puis d’un autre centre à Paris avec l’UCFAF en 1975, grâce à plus de 800 donateurs.
La JAF organise, et c’est la première fois en France, la dizaine culturelle arménienne à Aix-Les-Bains en 1968. Dans le même temps, de nombreux jeunes s'inscrivent aux voyages de la JAF en Arménie où chaque année, plus de 30 d'entre eux découvrent ou redécouvrent leur terre d’origine.
Cette période sera aussi marquée par la venue de personnalités arméniennes d’horizons divers, telles que la poétesse Sylva Kapoutikian, les compositeurs Arno Babadjanian, Edouard Mirzoyan, le gymnaste champion du monde Albert Azaryan ou Aram Khatchatourian, dont on fête l’anniversaire.

### 1976-1985: Richesse et diversité culturelle
Fidèle à ses idéaux, la JAF poursuit ses échanges avec l’Arménie et cette décennie se distingue par leur nombre et leur richesse.
En 1976 l'Orchestre de Variétés enflamme le public de la salle Pleyel et du théâtre des Champs-Élysées, à l’occasion de sa première tournée en France. Devant le succès remporté par le Quatuor Komitas en 1977, la JAF les invitera à nouveau en 1984.
La fièvre est à son comble lors des tournées successives, en France et en Europe, de l’Ensemble National de Danse d’Arménie en 1978 et de l’Ensemble de Chant et Danse Tatoul Altounian en 1979.
En 1983 se produisent pour la première fois et avec un immense succès les étoiles du corps de ballet de l’Opéra de Erevan. La formation a l’honneur de répéter au sein de l’Opéra de Paris et de côtoyer son directeur de l’époque Rudolf Noureev.
Cette décennie est aussi marquée par l’enrichissement de la vie culturelle de l'association et la qualité des événements proposés, comme en témoignent les deux derniers festivals et les nombreux échanges culturels avec l’Arménie. Le VIIe Festival, en 1980, est placé sous la présidence de Monsieur Jean Carzou, qui en crée l’emblème.
En 1984, le VIIIe festival qui se tient au PLM Saint Jacques reste un des plus marquants, tant par ses 700 artistes participant que par ses 5 000 spectateurs. Le large éventail des disciplines artistiques représentées y participe autant : les arts plastiques, la musique classique et traditionnelle, le cinéma, le chant classique et traditionnel, individuel ou choral, la danse traditionnelle ou contemporaine. Aussi le VIIIe Festival permettra à bon nombre de talents de poursuivre et enrichir leur parcours artistique.
Pourtant, en cette même année 1984, la vie communautaire est profondément ébranlée par des attentats à l’encontre des Arméniens. La JAF participe activement aux manifestations unitaires qui sont organisées en réponse à ces violences.

### 1986-2005: La décennie solidaire
C’est lors d’un gala, en 1986, où les trois ensembles de Marseille, Araxe, Sassoun et Aragatz font salle comble, que l'association débute les festivités de son 40e anniversaire.
SASSOUN enregistre son deuxième disque : Djanabarh. À la même époque, en 1988, la JAF fête les 30 ans de la troupe Araxe, puis les 40 ans en 1998, aussi bien à Marseille qu’à Paris.
Dans le contexte bien particulier du séisme de 1988 en Arménie, la JAF accueille en 1989 et 1990 de nombreux enfants dont parmi eux 50 orphelins des zones sinistrées d’Arménie.
La JAF est toujours aussi présente dans la vie de la communauté. Tout d’abord, elle participe à l’organisation des différentes manifestations communautaires qui jalonnent ces années, comme à Strasbourg, par exemple, devant le parlement européen en 1987, contre les pogrom de Soumgaït en 1988 ou assurant ses permanences devant le Sénat pour la reconnaissance du génocide arménien de 1915 par la France en 2000.
Puis, lorsque le Comité du 24 avril devient le CCAF, elle en est membre fondateur, et y poursuit activement ses actions.
Le séisme qui frappe l’Arménie en décembre 1988 marque un tournant dans ses activités. À compter de cette date, la JAF s’oriente également vers l’aide à l’Arménie. Dès le premier jour, elle apporte sa contribution à SOS Arménie, en participant à l’aide d’urgence, puis se dessine sur le long terme, avec la création d’« Altitude 5165 » à Marseille, et d’« Arménie village » à Paris, conjointement avec l’UCFAF. La première action de ce collectif est le départ en août 1989 de 30 jeunes à Yegheknoud, pour 3 semaines, où ils construiront 30 chalets pour les sans-logis. À partir de 1991, Arménie village oriente ses efforts en direction des écoles et de l’enfance.
La vie reprend son cours et les manifestations culturelles se succèdent, la venue de l’ensemble Krounk, le concert du groupe Bratsch (groupe), la soirée avec DJ Abdel, la semaine arménienne « l’Arménie au cœur de Clamart », et à Marseille, Amnésie Internationale.
L’arménien, pôle essentiel à la transmission culturelle, est dispensé dans les centres de Marseille et de Paris. Cet enseignement contribue à l’enrichissement de cette nouvelle génération avide de s’imprégner de sa culture d’origine.
Les deux ensembles de danse traditionnelle arménienne Ani et Nor Alik voient le jour en 2000, à l’initiative de la JAF Île-de-France.
En 2004, Ani et Nor Alik se rendent en Arménie pour un stage intensif de danse et vont applaudir, à l’Opéra de Erevan Araxe et Sassoun qui participent avec leur spectacle « Vanouch, Légende d’Arménie » au premier festival culturel organisé par l’Arménie « Un peuple, Une culture ».
Puis, en 2005 ce sera « Songes d’Arménie » à Issy-les-Moulineaux, le premier spectacle d'Ani et Nor Alik.

### Depuis 2006
En 2006, la JAF fête ses 60 ans. En 2007, les ensembles de danse Ani et Nor Alik retournent en Arménie pour un stage de danse à l’école chorégraphique d’Erevan. Une exposition rétrospective est organisée à Paris, en hommage au peintre Ardavazt Berberian. La Jaf Marseille met en scène Araxe et Sassoun dans le spectacle « Arménie mon amour ».
Les colonies d’été continuent, co-organisées par la JAF Paris et la JAF Marseille.
Parallèlement aux cours d’arménien, la JAF Paris propose des ateliers de musique pour apprendre à jouer des instruments traditionnels comme le Duduk, le Shevi, le Dhol, le Tar, le Kanon ou encore le Kamantcha.
En 2012, la JAF Paris crée l’ensemble vocal Artsakank, sous la direction d’Ares Siradag (membre du chœur de l'Orchestre de Paris, tout en continuant l’organisation des rencontres et échanges culturels. C’est ainsi qu’elle propose « les dimanches de la Jaf », un cycle de concerts et spectacles privés dans son centre de Paris avec des personnalités du monde artistique : Varduhi Yeritsyan, Tigran Hamasyan, Norayr Kardashyan, Lori Baghdassarian (Lori La Armenia) ou encore Koichi Yoshida .
Des stages de danse réunissent une fois par an les ensembles de danse Ani de Paris, Nairi de Lyon et Araxe de Marseille. En 2014, la JAF accueille l’ensemble d’Arménie Barekamutyun à Paris dans le cadre d’une tournée française organisée avec la JAF Marseille.
En juillet 2014 elle organise le premier stage international de danse sous la direction d’Arto Beckdjian et de Térésa Grigorian, auquel participent les ensembles de danse Nairi de Lyon, Ani de Paris et Gayane de Montevideo, Uruguay. Ce stage permet la rencontre de plus de 90 danseurs.
2015 marque une année très importante pour la communauté arménienne, le centenaire du génocide des Arméniens. Cent ans après le génocide, la JAF, membre fondateur du CCAF et présente au sein du groupe des « 7 associations » de la jeunesse arménienne, participe à l’organisation de plusieurs évènements pour célébrer cet anniversaire.